# Wiegen (Gemeinden Friesach, Neumarkt in der Steiermark)
Wiegen ist ein Ort in Österreich, durch den die Grenze zwischen den Bundesländern Steiermark und Kärnten verläuft. Der Kärntner Anteil des Orts wird als Ortschaft der Stadtgemeinde Friesach geführt; der steirische Anteil des Orts gilt als Teil der zur Gemeinde Neumarkt in der Steiermark gehörenden Ortschaft Dürnstein in der Steiermark und wurde früher bei Volkszählungen zeitweise als Ortsbestandteil von Dürnstein ausgewiesen.

## Geschichte

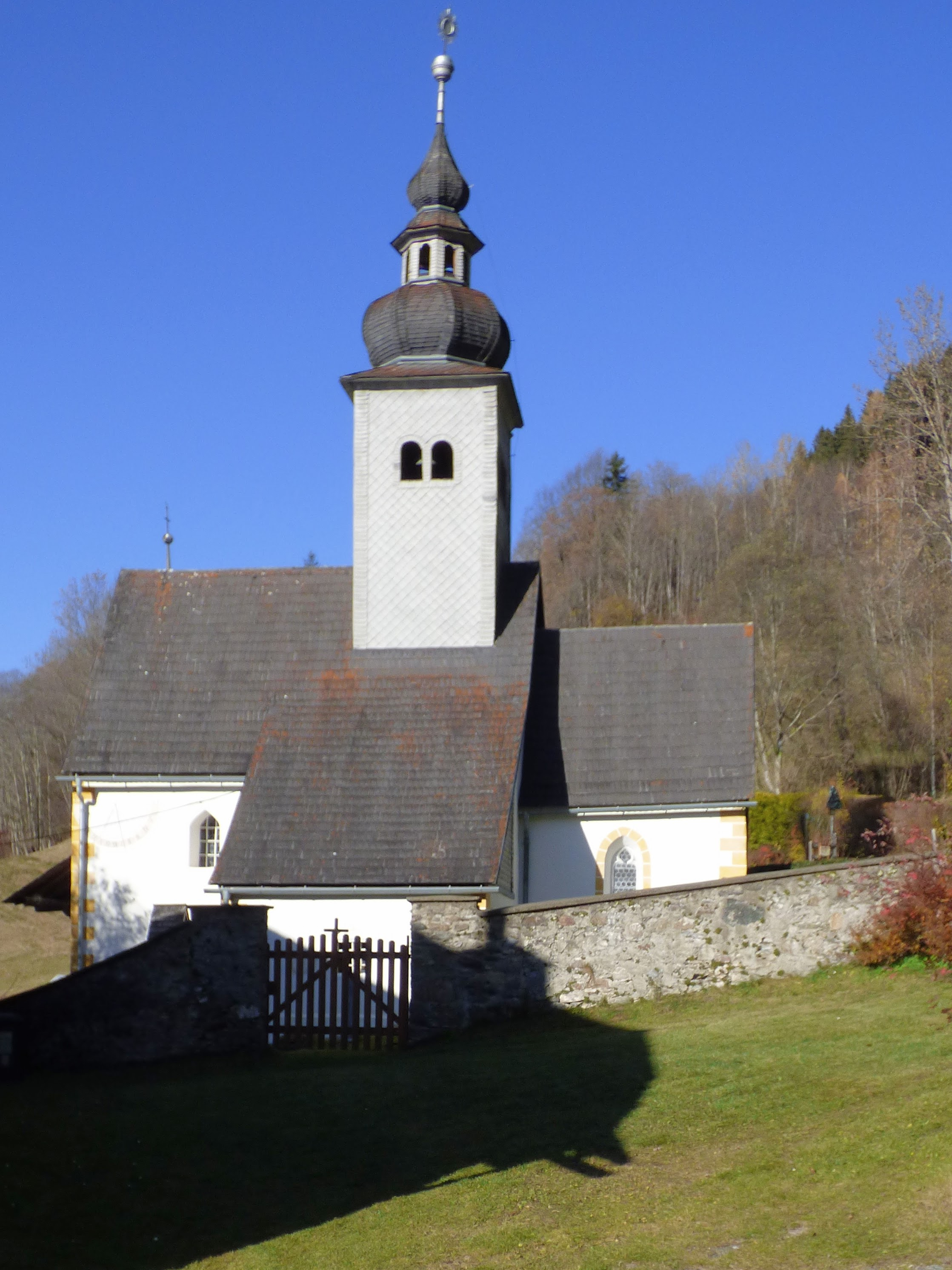
Filialkirche St. Jakob in der Wiegen

1122 würde die Grenze zwischen den Grafschaften Friesach und Judenburg und somit zwischen seinerzeitigen Herzogtümern Kärnten und Steiermark bei Dürnstein festgelegt; davor verlief die Grenze weiter im Norden, am Nordabhang des Perchauer Sattels.
Der Ort wurde 1403 als in der Wiegen urkundlich genannt; der Name mag sich auf die wiegenartige Muldenform des Geländes beziehen. Auf steirischem Gebiet des Orts, nur wenige Meter nördlich der Landesgrenze, liegt die Filialkirche St. Jakob, die 1202 erstmals genannt wurde.

## Lage
Wiegen liegt an den westlichen Abhängen des Guttaringer Berglands, am Grenzbach, etwa 1 ½ km östlich und etwa 200 Höhenmeter oberhalb des Dorfkerns von Dürnstein in der Steiermark.

## Kärntner Teil von Wiegen
Der Kärntner Teil von Wiegen bildet eine Ortschaft in der Gemeinde Friesach im Bezirk Sankt Veit an der Glan in Kärnten. Die Ortschaft hat 9 Einwohner (Stand 1. Jänner 2024). Sie liegt auf dem Gebiet der Katastralgemeinde Zeltschach.

### Lage

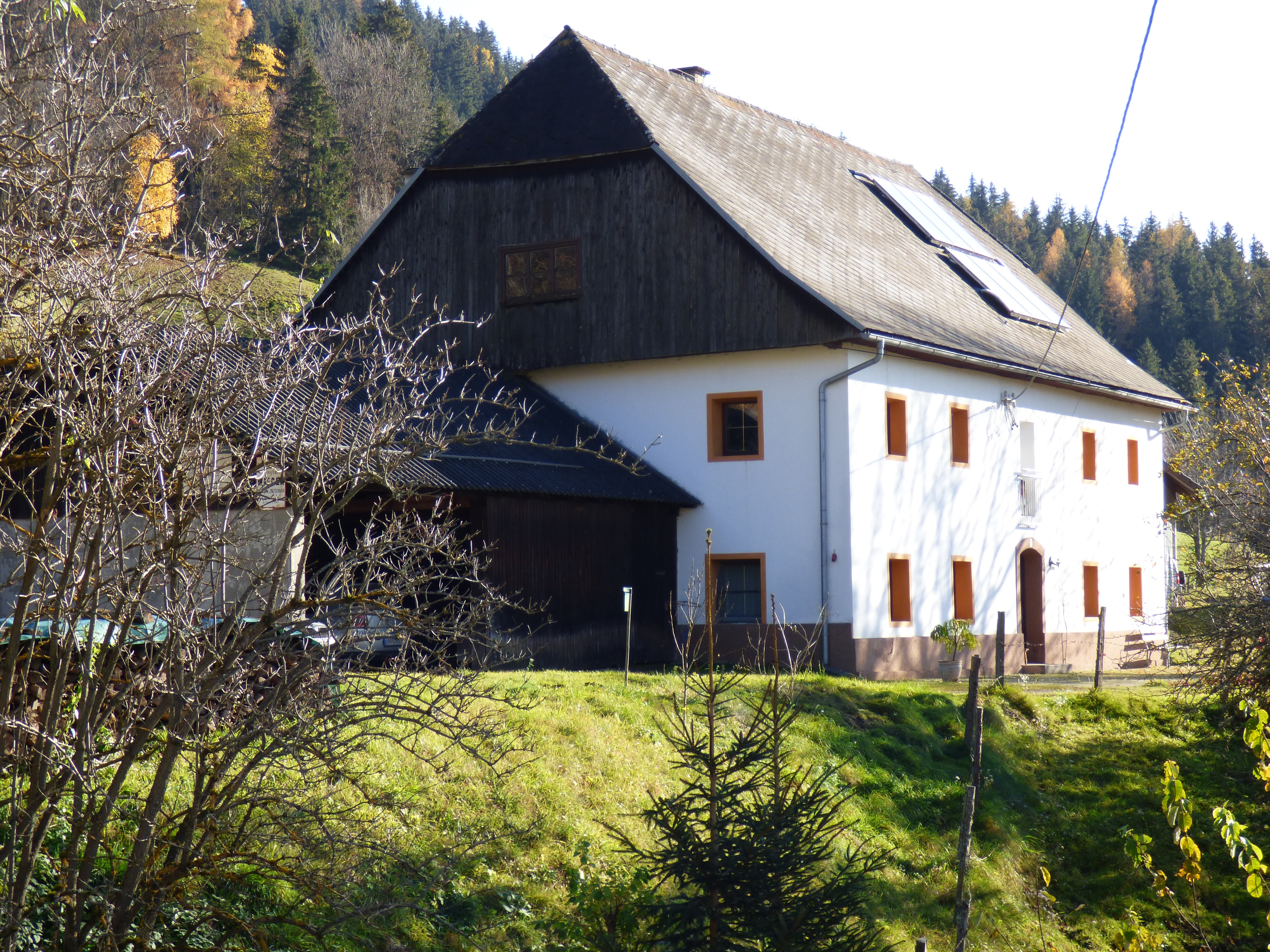
Hof Mar, Kärnten

Zur Ortschaft gehören die Höfe Mar (Haus Nr. 1, gleich südlich neben der Kirche), Wislinger (Nr. 2, etwa 500 m südöstlich der Kirche, auf gut 1000 m Seehöhe), Knabl/Knabel (Nr. 4, etwa 800 m südlich der Kirche) sowie ein Nebengebäude des abgekommenen Hofs Türk (etwa 600 m südlich der Kirche).

### Geschichte
Auf dem Gebiet der Steuergemeinde Zeltschach liegend, gehörte der Kärntner Teil von Wiegen in der ersten Hälfte des 19. Jahrhunderts zum Steuerbezirk Dürnstein. Bei Gründung der Ortsgemeinden in Verbindung mit den Verwaltungsreformen Mitte des 19. Jahrhunderts kam die Ortschaft an die Gemeinde Friesach. 1890 fiel Wiegen an die damals neu gegründete Gemeinde Zeltschach; seit deren Auflösung 1972/73 gehört der Kärntner Teil von Wiegen wieder zur Gemeinde Friesach.

### Bevölkerungsentwicklung
Für die Ortschaft ermittelte man folgende Einwohnerzahlen:
- 1869: 5 Häuser, 38 Einwohner[4]
- 1880: 4 Häuser, 31 Einwohner[5]
- 1890: 5 Häuser, 35 Einwohner[6]
- 1900: 4 Häuser, 32 Einwohner[7]
- 1910: 5 Häuser, 24 Einwohner[8]
- 1923: 4 Häuser, 30 Einwohner[9]
- 1934: 28 Einwohner[10]
- 1961: 4 Häuser, 13 Einwohner[11]
- 2001: 3 Gebäude (davon 2 mit Hauptwohnsitz) mit 4 Wohnungen; 9 Einwohner und 0 Nebenwohnsitzfälle; 2 Haushalte; 0 Arbeitsstätten, 2 land- und forstwirtschaftliche Betriebe[12]
- 2011: 3 Gebäude, 9 Einwohner, 2 Haushalte, 0 Arbeitsstätten[13]
- 2021: 3 Gebäude, 9 Einwohner, 2 Haushalte, 3 Arbeitsstätten[14]

## Steirischer Teil von Wiegen

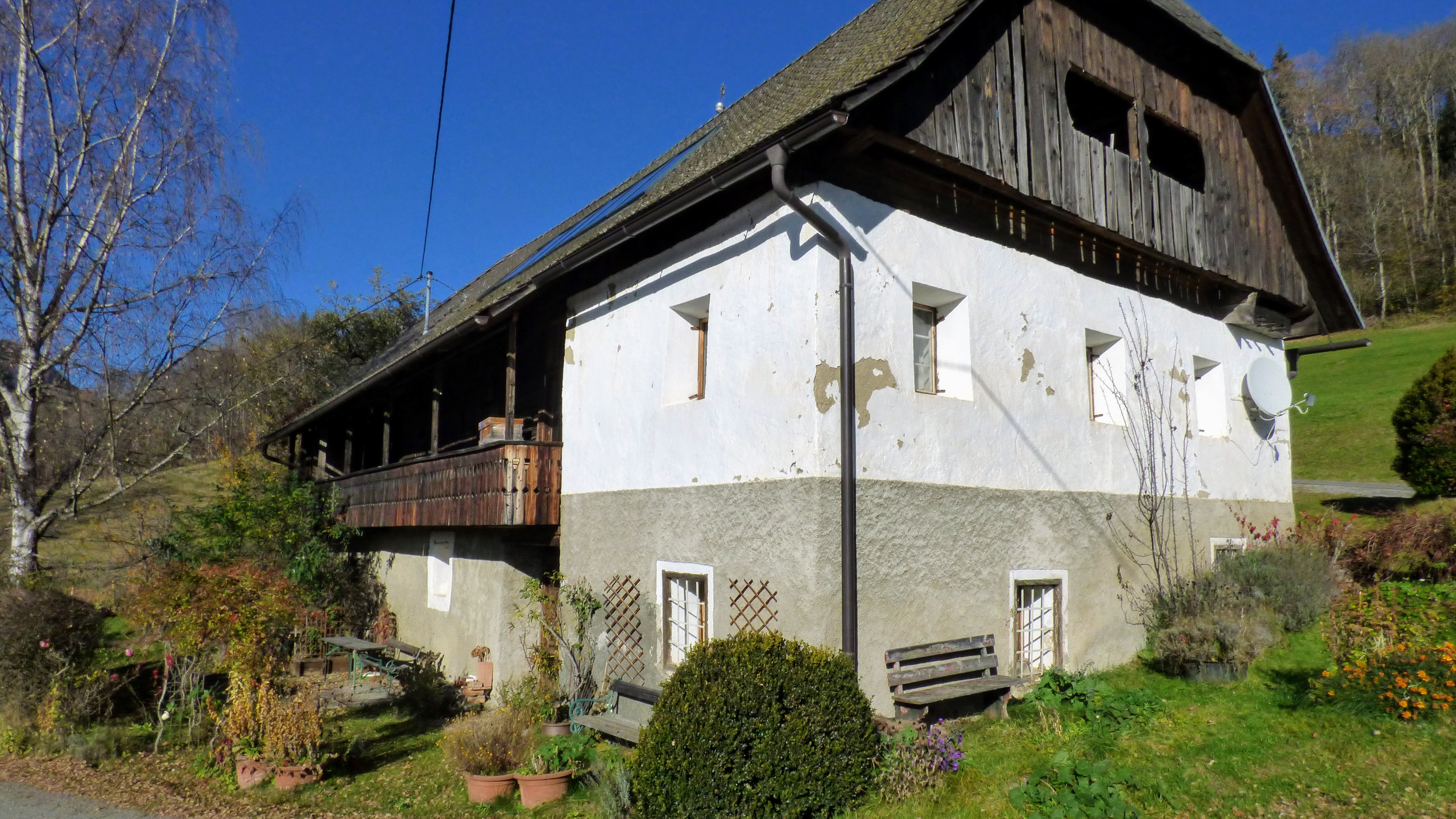
Mesnerhaus, Steiermark

Der steirische Teil des Orts Wiegen gehört zur Ortschaft Dürnstein in der Steiermark der Gemeinde Neumarkt in der Steiermark im Bezirk Murau.

### Lage
Zum steirischen Teil von Wiegen gehört die Filialkirche St. Jakob in der Wiegen sowie die verstreut am Hang liegenden Höfe in einem Bereich von etwa 700 m nordwestlich der Kirche bis 700 m nordöstlich der Kirche, mit Ausnahme des Weilers Oberdorf.

### Geschichte
Bei Gründung der Ortsgemeinden Mitte des 19. Jahrhunderts kam der steirische Teil von Wiegen an die damalige Gemeinde Dürnstein in der Steiermark. Seit der Gemeindestrukturreform 2015 gehört der Ortsteil zur Gemeinde Neumarkt in der Steiermark.

### Bevölkerungsentwicklung
Für den steirischen Ortsteil ermittelte man folgende Einwohnerzahlen:
- 1880: 3 Häuser, 14 Einwohner[15]
- 1910: 8 Häuser, 42 Einwohner[16]
- 1961: 5 Häuser, 30 Einwohner[17]

Die schwankende Häuserzahl korrespondiert mit gegenläufigen Schwankungen der Häuserzahl des benachbarten Ortsteils Oberdorf; offenbar wurden einige der Höfe einmal zu Oberdorf, ein anderes Mal zu Wiegen gerechnet.